# Huntington, West Virginia
Huntington är en stad i West Virginia, USA. Den ligger vid Ohiofloden och hade vid 2000 års folkräkning 51 475 , vilket gör den till delstatens näst största stad. Huntington är huvudort i Cabell County , en mindre del ligger i Wayne County. Staden har namn efter Collis P. Huntington, som grundade den 1870.
I staden finns metall- och verkstadsindustri samt raffinaderier. Den är också ett handels- och järnvägscentrum och sammanvuxet med grannstäder i Kentucky och Ohio. 

## Kulturella centrum
- Huntington Museum of Art
- Museum of Radio and Technology
- Cabell County Courthouse
- Carnegie Library
- Keith-Albee Theatre

## Kända personer från Huntington
- Brad Dourif - Oscarsnominerad skådespelare
- Joan C. Edwards - sångare
- Delos Carleton Emmons - officer
- Hal Greer - professionell basketspelare
- Chase Harrison - professionell fotbollsspelare
- Henry D. Hatfield - guvernör i West Virginia 1913-1917
- Albert G. Jenkins - general
- Carwood Lipton - officer under andra världskriget
- Peter Marshall - skådespelare, sångare och programledare
- O.J. Mayo - basketspelare
- Jeff Morrison - professionell tennisspelare
- Dwight Morrow - affärsman, politiker och diplomat
- Patrick Patterson - basketspelare
- Rick Reed - basebollspelare
- Soupy Sales - komiker
- Michael W. Smith - sångare
- Bill Walker - basketspelare
- Steve Yeager - basebollspelare